# Ярушек, Рихард
Рихард Ярушек (чеш. Richard Jarůšek; 8 августа 1991, Брно, Чехия) — чешский профессиональный хоккеист, нападающий. Воспитанник хоккейного клуба «Комета». Игрок сборной Чехии по хоккею и клуба чешской Экстралиги «Литвинов».

## Биография
Рихард Ярушек родился в городе Брно в 1991 году. Воспитанник местного хоккейного клуба «Комета», выступал за команду в молодёжном и юниорском чемпионате Чехии. В сезоне 2008/09 выступал в Канаде в хоккейной лиге Онтарио за «Сагино Спирит».
В 2009 году подписал контракт с командой первой чешской лиги «Орли Зноймо». Выступал в третьей лиге за команду «Бржецлав». В сезоне 2011/12 «Зноймо» присоединился к Австрийской хоккейной лиге, где и дебютировал Рихард на высшем уровне. Провёл три сезона в Австрийской лиге, всего сыграл 127 матчей, забросил 39 шайб и отдал 35 голевых передач. В середине сезона 2013/14 присоединился к команде «Млада Болеслав». В сезоне 2014/15 играл за «Младу Болеслав» в чешской Экстралиге. Также сыграл несколько матчей в первой лиге за йиглавскую «Дуклу» и «Литомержице».
В 2016 году дебютировал за сборную Чехии на чемпионате мира, сыграл 7 матчей, очков за результативность не набрал.
В сезоне 2016/17 хоккеист выступал за «Градец Кралове» в чемпионате Чехии, завоевал бронзовые медали первенства. Сезон 2017/18 начинал в этой же команде, однако по ходу сезона присоединился к пражской «Спарте». 28 декабря 2017 года Ярушек сделал первый хет-трик в карьере, забросив 3 шайбы в ворота клуба «Били Тигржи Либерец», которые стали единственными в этом матче. 9 октября 2018 года в игре против «Карловых Вар» получил травму и выбыл из строя на несколько месяцев. После возвращения на лёд снова стал одним из лидеров команды. 12 февраля 2019 года сделал второй хет-трик в карьере, но несмотря на 3 гола Ярушека, «Спарта» уступила пльзеньской «Шкоде» со счётом 3:4. Перед началом сезона 2019/2020 «Спарта», из-за высокой конкуренции в нападении, вывела Ярушека из своего состава и он подписал пробный, месячный контракт с «Литвиновым». Игра Ярушека устроила руководство «Литвинова» и с ним продлили контракт до конца сезона.

## Достижения
- Победитель чешской Экстралиги юниоров (до 20 лет) 2011
- Победитель чешской первой лиги 2014
- Бронзовый призер чешской Экстралиги 2017

## Статистика
На конец сезона 2020/2021
- Чешская экстралига — 367 игр, 218 очков (118+100)
- Чешская первая лига — 94 игры, 44 очка (22+22)
- Чешская вторая лига — 6 игр, 4 очка (2+2)
- Сборная Чехии — 18 игр, 3 очка (3+0)
- Лига чемпионов — 4 игры, 2 очка (1+1)
- Кубок Шпенлера — 3 игры, 2 очка (2+0)
- Чемпионат Австрии (EBEL) — 127 игр, 74 очка (39+35)
- Хоккейная лига Онтарио (OHL) — 54 игры, 12 очков (7+5)
- Всего за карьеру — 673 игры, 359 очков (194+165)